# اسلاوگهترویل (اکلاهما)
اسلاوگهترویل(به انگلیسی: Slaughterville) شهری در ایالت اکلاهما کشور ایالات متحده آمریکا است که جمعیت آن در سرشماری سال ۲۰۱۰ میلادی، ۴٬۱۳۷ نفر بوده‌است.